# Salvia selguapensis
Salvia selguapensis là một loài thực vật có hoa trong họ Hoa môi. Loài này được Ant.Molina miêu tả khoa học đầu tiên năm 1974.